# The Millionaire and the Ranch Girl
The Millionaire and the Ranch Girl è un cortometraggio muto del 1910 di Gilbert M. 'Broncho Billy' Anderson.